# Калигула (филм)
Калигула (енгл. Caligula, итал. Caligola) је еротски историјско-драмски филм из 1979. године, који прати успон и пад римског цара Калигуле. Насловну улогу тумачи Малколм Макдауел, док су у осталим улогама Тереза Ен Савој, Хелен Мирен, Питер О’Тул, Џон Стајнер, Гвидо Манари, Паоло Боначели, Леополдо Тријесте, Ђанкарло Бадеси, Мирела Д’Анђело, Анека ди Лоренцо, Лори Вагнер, Адријана Асти и Џон Гилгуд.
Оригинални сценариста Гор Видал и редитељ Тинто Брас одрекли су се свог доприноса филму због значајних измена које су направљене, при чему је Брас смењен пре фазе монтаже. Финансијер и продуцент Боб Гучиони, оснивач часописа Penthouse, ангажовао је Ђанкарла Луија за снимање постпродукцијских сцена које су садржале експлицитан секс, чиме је значајно промењен тон и стил филма.
Филм је првобитно приказан у италијанским биоскопима 1979. године, а у Америци је емитован наредне године. Наишао је на бројне правне проблеме и контроверзе због свог насилног и сексуалног садржаја. Различите скраћене верзије пуштене су у оптицај широм света, док је нецензурисана верзија још увек забрањена у више земаља. Иако је испрва наишао на претежно негативне критике, филм је стекао статус култног класика, уз похвале за политичке поруке и историјске елементе.
Ултимативна верзија од 178 минута, одобрена од стране Макдауела и састављена искључиво од архивских снимака који нису коришћени у оригиналном издању, премијерно је приказана на Канском филмском фестивалу 2023. године, где је добила позитивније рецензије.

## Радња
Калигула је млади наследник престола свог деде-стрица, римског цара Тиберија. Једног јутра, црни кос улеће у његову собу; Калигула то сматра лошим предзнаком. Убрзо након тога, један од заповедника преторијанске гарде, Невије Суторије Макрон, обавештава Калигулу да Тиберије захтева његово хитно присуство на Каприју, где цар живи са својим блиским пријатељем Нервом, Калигулиним стрицом Клаудијем и рођаком Гемелом. У страху од атентата, Калигула оклева да оде, али га сестра и љубавница Друзила убеђује да прихвати позив.
На Каприју, Калигула открива да се Тиберије потпуно одао разврату, показујући знаке узнапредовалих полно преносивих болести и огорченост према Римском царству и политици. Тиберије ужива у купању са голим младићима и девојкама и посматрању понижавајућих сексуалних представа са наказама и животињама; Калигула сведочи овоме са мешавином фасцинације и ужаса. Напетост расте када Тиберије покуша да отрује Калигулу пред Гемелом. Нерва извршава самоубиство, а Калигула покушава да убије Тиберија, али му недостаје храбрости. Макрон доказује своју оданост Калигули тако што убија Тиберија пред Гемелом као сведоком.
Након Тиберијеве смрти, Калигула је проглашен новим царем и уздиже Друзилу на положај себи једнаке, што изазива огорчење римског Сената. Бојећи се Макроновог утицаја, Друзила наговара Калигулу да га се реши. Калигула организује квазисуђење, на којем је Гемел приморан да сведочи да је Макрон убио Тиберија, након чега је Макрон осуђен на смрт, а његова жена Енија протерана из Рима. Након што је Макрон погубљен у језивој јавној игри, Калигула поставља Тиберијевог бившег саветника Лонгина за свог личног помоћника, док кротког сенатора Хереју именује за новог заповедника преторијанске гарде.
Друзила покушава да пронађе Калигули жену међу свештеницама богиње Изиде, чији култ упражњавају у тајности. Иако Калигула жели да ожени Друзилу, она инсистира да је то немогуће јер су брат и сестра. Уместо тога, он се жени Цезонијом, свештеницом и куртизаном. Друзила невољно пристаје на њихов брак. У међувремену, иако је Калигула популаран међу народом, Сенат исказује незадовољство због онога што се у почетку чини као благе ексцентричности. Мрачнији аспекти Калигулине личности избијају на видело када брутално силује младу невесту и њеног мужа на дан њиховог венчања у налету љубоморе и наређује погубљење Гемела како би изазвао реакцију код Друзиле.
Након што открије да је Цезонија трудна, Калигула добија тешку грозницу. Друзила га негује и враћа у живот. Чим се потпуно опорави, Цезонија му рађа ћерку, Јулију Друзилу. Током прославе, Друзила се сруши због исте грознице коју је он имао. Убрзо након тога, Калигула добија још један лош предзнак у виду црног коса. Упркос његовим очајничким молитвама Изиди, Друзила умире од грознице. У почетку неспособан да прихвати њену смрт, Калигула доживљава нервни слом и дивља кроз палату, уништавајући статуу Изиде док држи Друзилино тело.
У дубокој депресији, Калигула лута римским улицама прерушен у просјака; изазива неред након што види аматерску представу која исмева његов однос са Друзилом. Након кратког боравка у градском затвору, Калигула се проглашава богом и одлучује да уништи сенаторски сталеж који презире. Нова политика коју води постаје низ понижења за темеље Рима — жене сенатора су приморане да раде као проститутке у служби државе, имања се конфискују, стара религија се скрнави, а војска се шаље у лажну инвазију на Британију. Не могући више да трпи његове поступке, Лонгин кује заверу са Херејом да убију Калигулу.
Калигула улази у своју спаваћу собу где га нервозна Цезонија чека. Поново се појављује црни кос, али га се само Цезонија плаши. Наредног јутра, њих двоје увежбавају египатску представу, а Клаудије постаје сумњичав према Хереји и прати га. Убрзо након тога, Калигула и његова породица су нападнути током државног удара којим руководи Хереја. Цезонија и Јулија су убијене, а Хереја убада Калигулу у стомак. Са својим последњим дахом, цар пркосно прошапће „Ја живим!” док тела њега и његове породице бацају низ степенице арене. Клаудије сведочи целом догађају и ужаснут је чак и након што га преторијанска гарда прогласи за цара. Народ Рима, навикнут на општи хаос, чисти крв са мермерних подова.

## Улоге
| Глумац             | Улога         |
| ------------------ | ------------- |
| Малколм Макдауел   | Калигула      |
| Тереза Ен Савој    | Друзила       |
| Гвидо Манари       | Макрон        |
| Патрик Ален (глас) | Макрон        |
| Џон Гилгуд         | Нерва         |
| Питер О’Тул        | Тиберије      |
| Ђанкарло Бадеси    | Клаудије      |
| Бруно Бриве        | Гемел         |
| Адријана Асти      | Енија         |
| Леополдо Тријесте  | Харикле       |
| Паоло Боначели     | Касије Хереја |
| Џос Екланд (глас)  | Касије Хереја |
| Џон Стајнер        | Лонгин        |
| Мирела Д’Анђело    | Ливила        |
| Хелен Мирен        | Цезонија      |
| Рик Паретс         | Мнестер       |
| Донатело Плачидо   | Прокул        |
| Анека ди Лоренцо   | Месалина      |
| Лори Вагнер        | Агрипина      |